# Ampithoe macrocornuta
Ampithoe macrocornuta är en kräftdjursart. Ampithoe macrocornuta ingår i släktet Ampithoe och familjen Ampithoidae. Inga underarter finns listade i Catalogue of Life.